# Ідзумі-Оцу
Ідзумі-Оцу (яп. 泉大津市, いずみおおつし, МФА: [id͡zumʲi oːt͡su ɕi̥]?) — місто в Японії, в префектурі Осака.     Отримало статус міста 1942 року. Площа становить 13,26 км². Станом на 1 липня 2012 року населення складало 77 211  осіб, густота населення — 5820 осіб/км².     

## Демографія
Згідно з даними перепису населення Японії, населення Ідзумі стрімко зростало до 2000 року, після чого, з 2010 року, воно почало поступово скорочуватись.

## Історія
Ідзумі-Оцу отримало статус міста 1 квітня 1942 року.